# Railjet
Railjet – skład zespolony typu push-pull, eksploatowany przez Österreichische Bundesbahnen (ÖBB) oraz České dráhy, który został wprowadzony wraz ze zmianą rozkładu jazdy w latach 2008–2009. Jego prędkość konstrukcyjna wynosi 230 km/h, mierzy 185 metrów (z lokomotywą 205) i ma 408 miejsc w 3 klasach w siedmiu wagonach. Składy są ciągnięte przez lokomotywy Taurus. Railjet jest również nazwą marketingową usługi ÖBB i działa zarówno na terytorium Austrii, jak również na trasach międzynarodowych sąsiednich państw (Niemiec, Szwajcarii Czech, Węgier i od grudnia 2017 Włoch).

## Historia

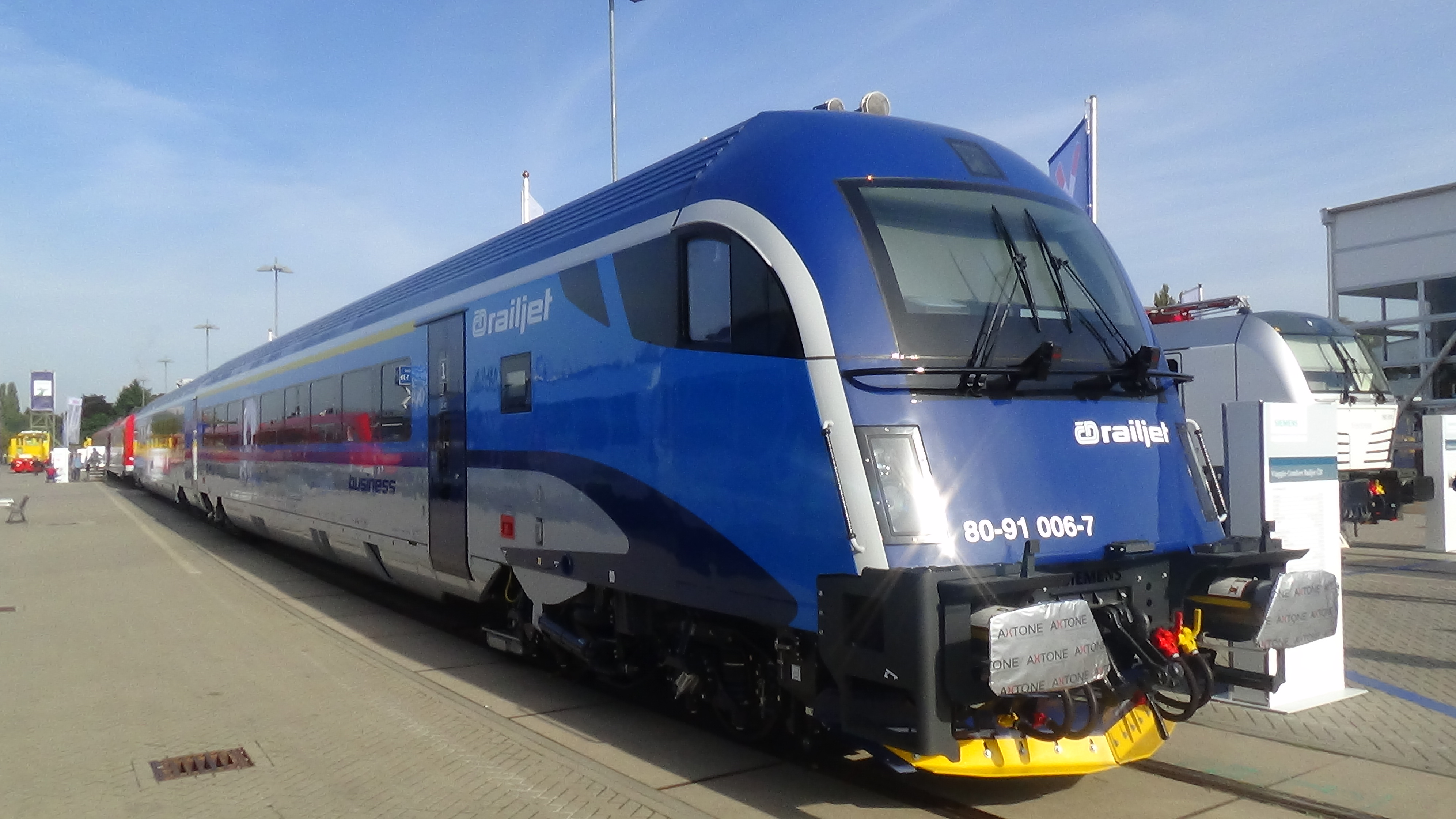
Railjet w malowaniu Českich dráh na targach InnoTrans

Kolejom austriackim ÖBB zależało na zakupie pociągów rozwijających prędkość do 230 km/h. Kolejom zależało jednak na możliwości zastosowania w składach posiadanych przez siebie lokomotyw Siemens EuroSprinter Taurus. W 2005 roku ÖBB rozpisały przetarg, w którym najkorzystniejszą ofertę złożył Siemens Mobility wygrywając z Bombardier Transportation oraz hiszpańskim koncernem CAF. Firma zaoferowała wagony z rodziny Viaggio Comfort. 29 lutego 2006 podpisano umowę z Siemensem na budowę pierwszych 23 7-wagonowych składów. W 2007 roku powiększono zamówienie o kolejne 44 składy. Łącznie zamówiono 469 wagonów za całkowitą kwotę 798 mln EUR.
Pierwsze składy weszły do produkcji w 2007 roku, a przekazane przewoźnikowi zostały rok później. Na przełomie 2008 i 2009 r. pociągi zostały włączone do eksploatacji.
We wrześniu 2011 roku podpisano umowę pomiędzy ÖBB a Českimi dráhami o sprzedaż 16 składów. Miały to być brakujące składy nie dostarczone jeszcze dla ÖBB. W późniejszych latach składy te zostały przemalowane w barwy ČD, różnią się one także układem miejsc pasażerskich w stosunku do austriackich odpowiedników.

## Budowa

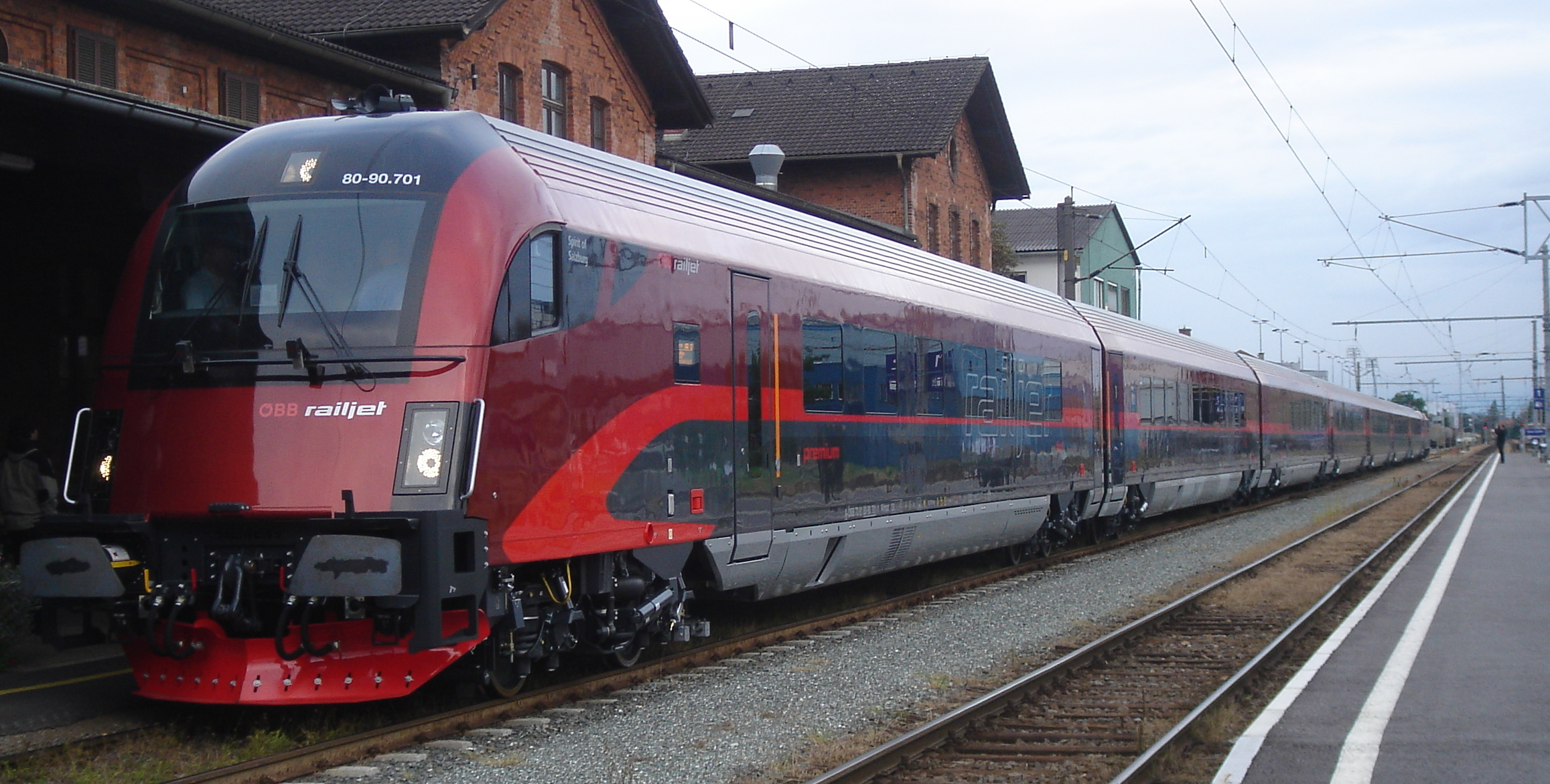
Wagon sterujący

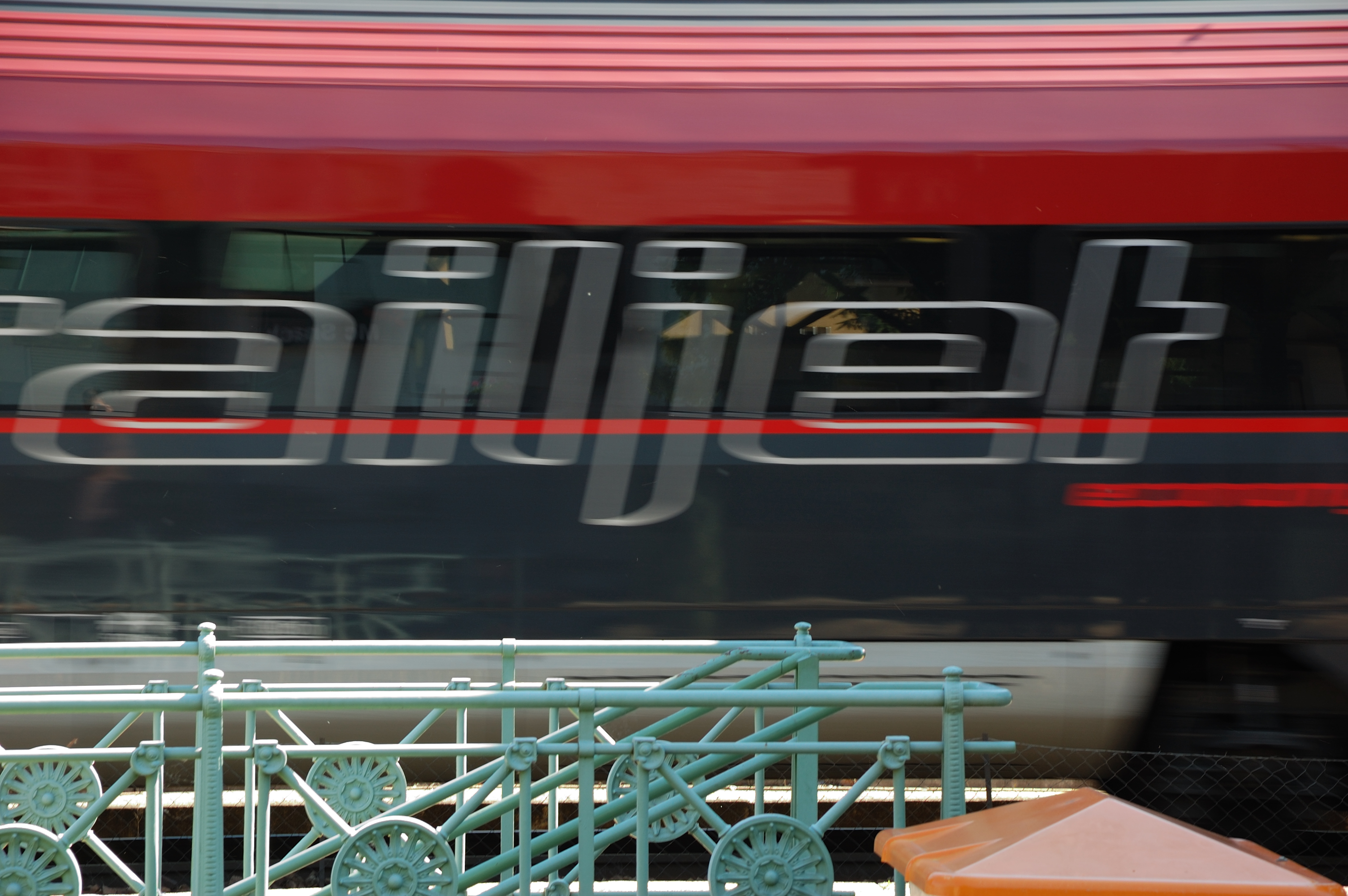
Symbol handlowy pociągów Railjet

### Konstrukcja
Pociąg oparty jest na konstrukcji typu push-pull. Każdy skład ma 7 wagonów Siemens sprzedawanych pod marką handlową Viaggio Comfort wyprodukowanych w zakładach Siemens w Mariborze (Słowenia), a montaż końcowy odbył się w austriackim Simmering (dawniej Simmering-Graz-Pauker). Każdy wagon jest wyposażony w dwa wózki z dwiema osiami każdy. Ostatni wagon jest wagonem sterującym skonstruowanym na bazie lokomotywy Siemens EuroSprinter ES64U2 oraz ES64U4 (seria 1116 i 1216). Tego samego typu lokomotywy o mocy 6,4 MW stanowią także napęd pociągów. Ze względu na różnice napięcia stosowane w różnych krajach, do których jeżdżą Railjety, zastosowano lokomotywy wielosystemowe przystosowane do napięcia 15 kV 16,7 Hz (Austria, Niemcy, Szwajcaria) oraz 25 kV 50 Hz (Czechy, Węgry). Skład (bez lokomotywy) ma długość 185,5 m, a wraz z nią – 204,78 m. Długość składu może być jednak dowolnie skracana lub wydłużana (maksymalna długość to 10 wagonów). Ponadto na najbardziej uczęszczanych trasach Railjety jeżdżą w trakcji podwójnej.
Koncepcję wzornictwa oraz malowania pociągów Railjet wykonało studio Spirit Design z Wiednia. W 2009 roku design został nagrodzony tytułem Red Dot Design Award.

### Przedział pasażerski
Przedział pasażerski składa się z trzech klas: Klasy ekonomicznej, klasy pierwszej i klasy biznes. Wszystkie miejsca (poza wybranymi w klasie biznes) są miejscami bezprzedziałowymi. W pociągach nie ma miejsc do leżenia, ani kuszetek, ponieważ pociągi te nie obsługują tras nocnych. W każdym składzie znajduje się wagon barowy. Każdy pociąg może przewieźć do 3 niepełnosprawnych oraz 5 rowerów. Pociągi są klimatyzowane, posiadają dostęp do bezprzewodowego internetu, przy siedzeniach znajdują się gniazdka 230 V. W pociągach znajduje się także przedział dla dzieci.
| Wagon                           | Wagon         | Ilość miejsc                      | Ilość miejsc                 | Ilość miejsc                  | Ilość miejsc    | Ilość miejsc                  | Ilość miejsc      |
| Wagon                           | Wagon         | Economy class (Klasa ekonomiczna) | First class (Klasa pierwsza) | Business class (Klasa biznes) | Miejsca w barze | Miejsca dla niepełnosprawnych | Miejsca na rowery |
| Lokomotywa                      | Lokomotywa    | Lokomotywa                        | Lokomotywa                   | Lokomotywa                    | Lokomotywa      | Lokomotywa                    | Lokomotywa        |
| ------------------------------- | ------------- | --------------------------------- | ---------------------------- | ----------------------------- | --------------- | ----------------------------- | ----------------- |
| 1. wagon                        |               | 72                                |                              |                               |                 |                               | 5                 |
| 2. wagon                        |               | 80                                |                              |                               |                 |                               |                   |
| 3. wagon                        | strefa ciszy  | 80                                |                              |                               |                 |                               |                   |
| 4. wagon                        |               | 80                                |                              |                               |                 |                               |                   |
| 5. wagon                        | wagon barowy  |                                   | 10                           |                               | 14              | 3                             |                   |
| 6. wagon                        |               |                                   | 55                           |                               |                 |                               |                   |
| 7. wagon                        | wagon czołowy |                                   |                              | 27                            |                 |                               |                   |
| RAZEM:                          | RAZEM:        | 312                               | 65                           | 27                            | 14              | 3                             | 5                 |
| ŁĄCZNIE: 408 miejsc w 3 klasach |               |                                   |                              |                               |                 |                               |                   |

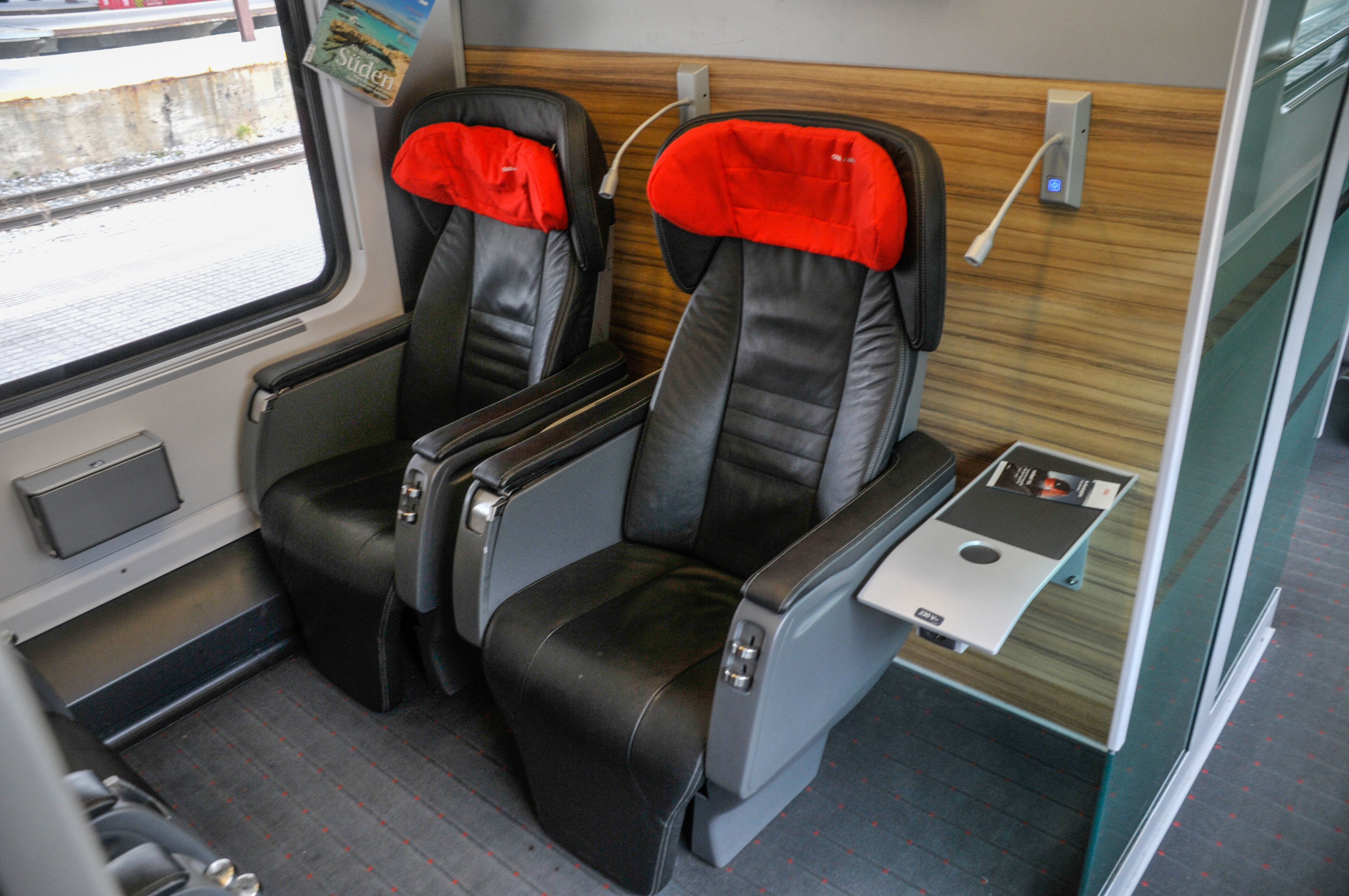
Business class
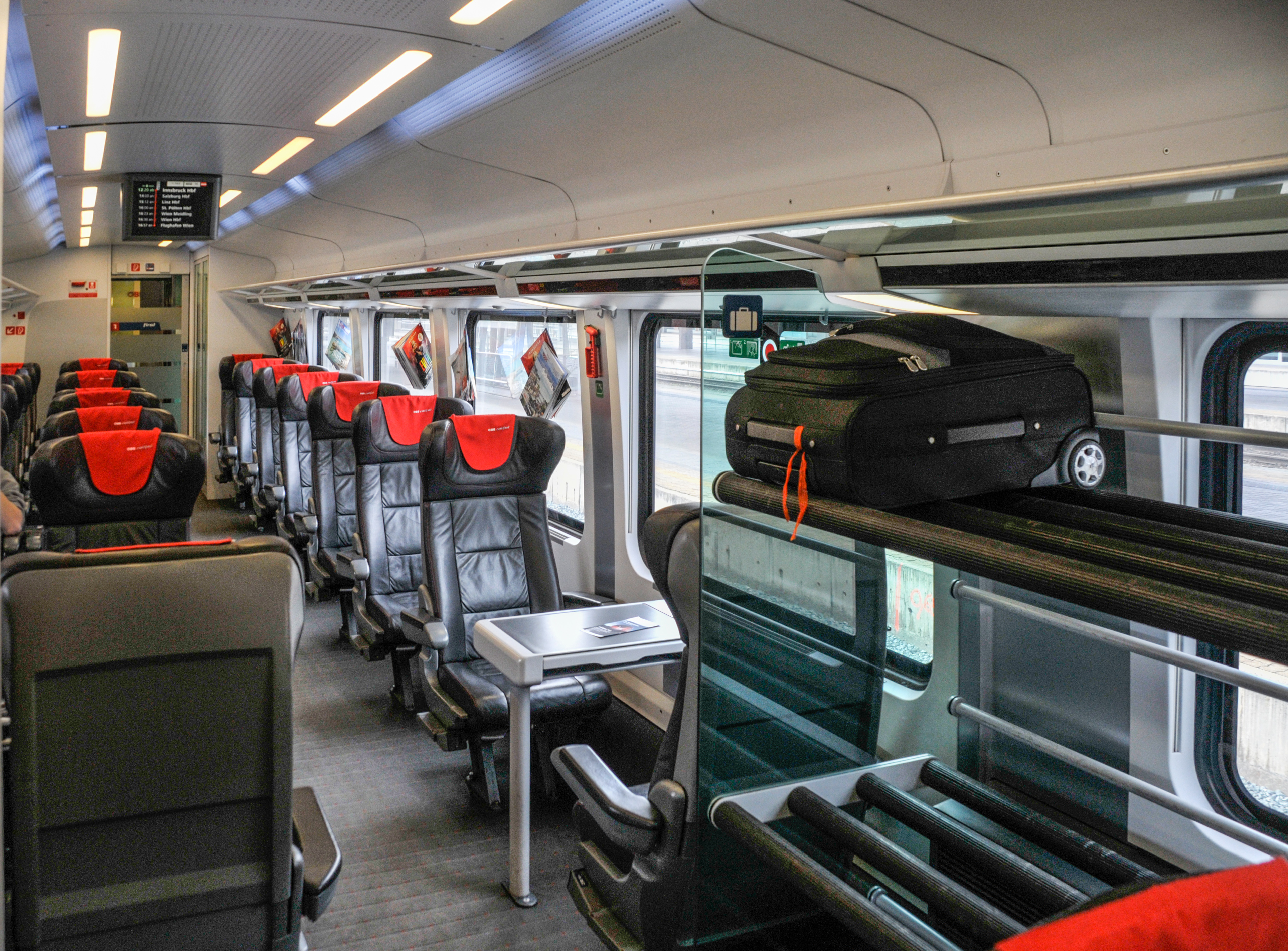
First class
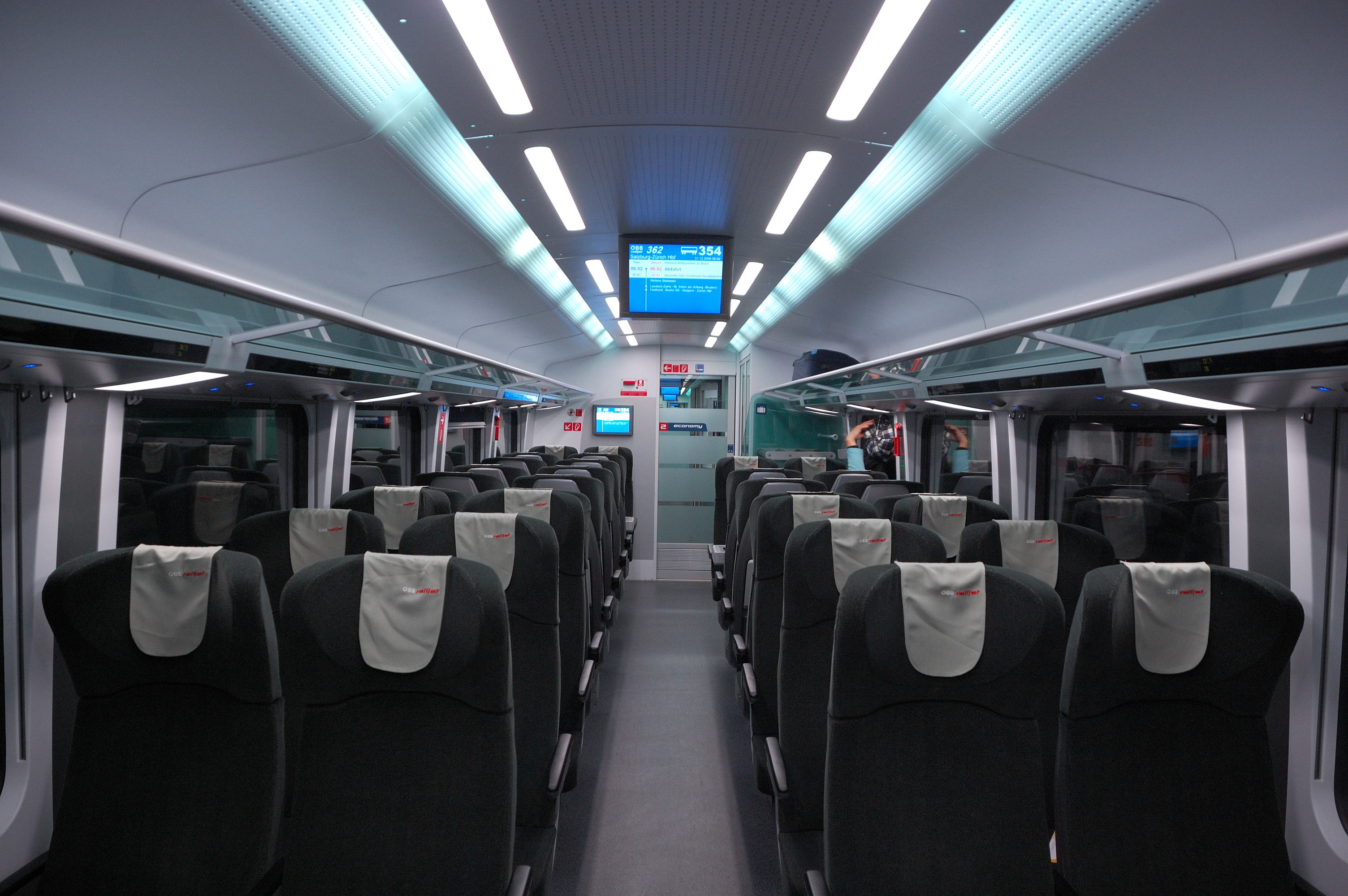
Economy class
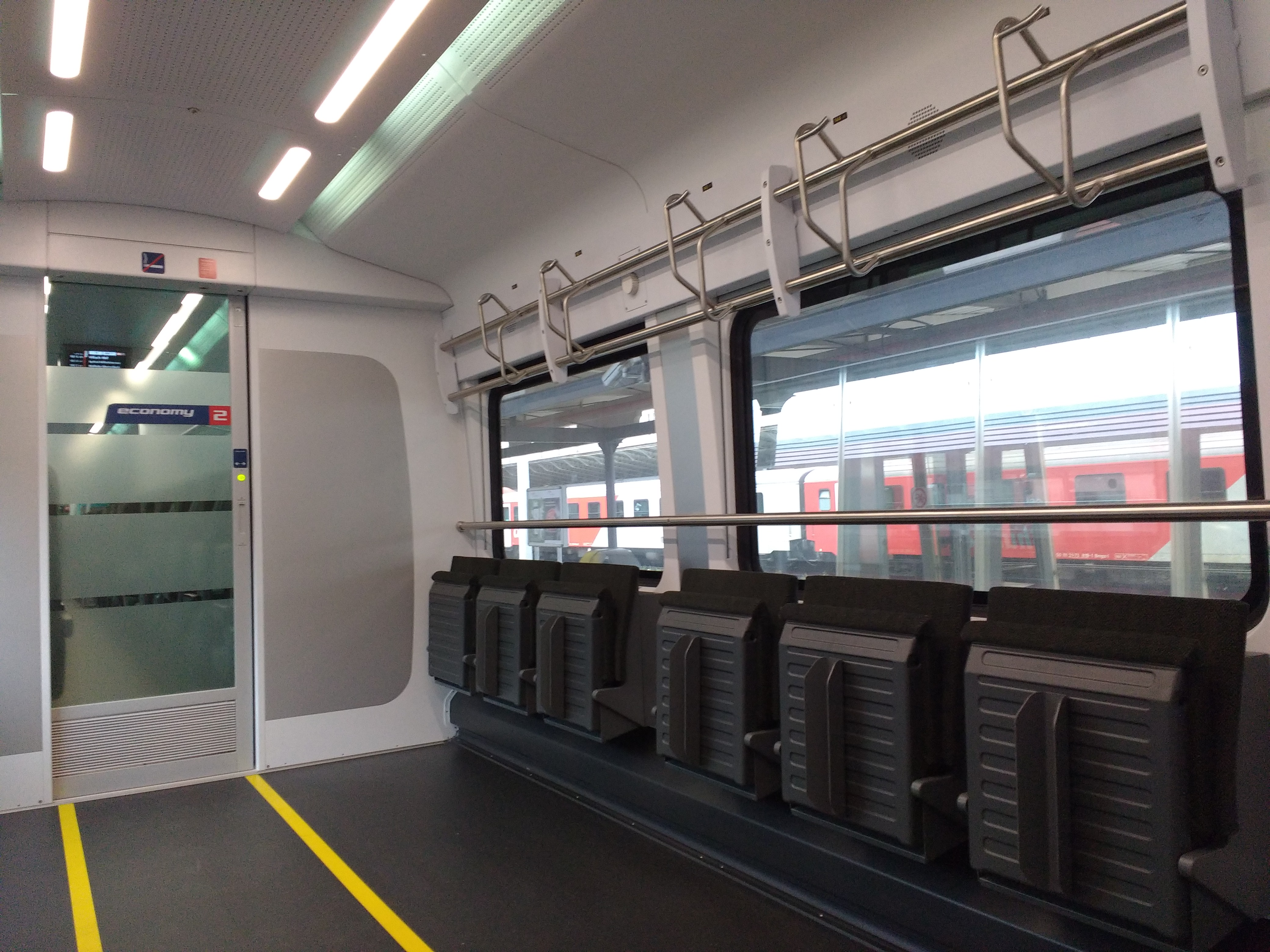
Przedział rowerowy
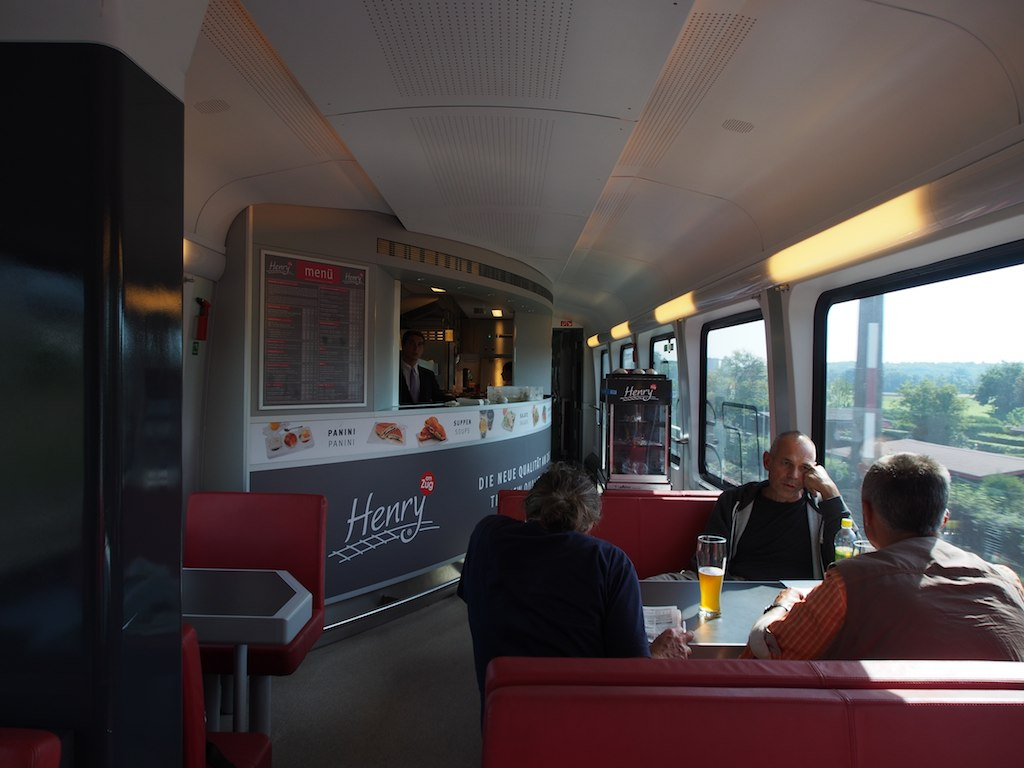
Wagon barowy
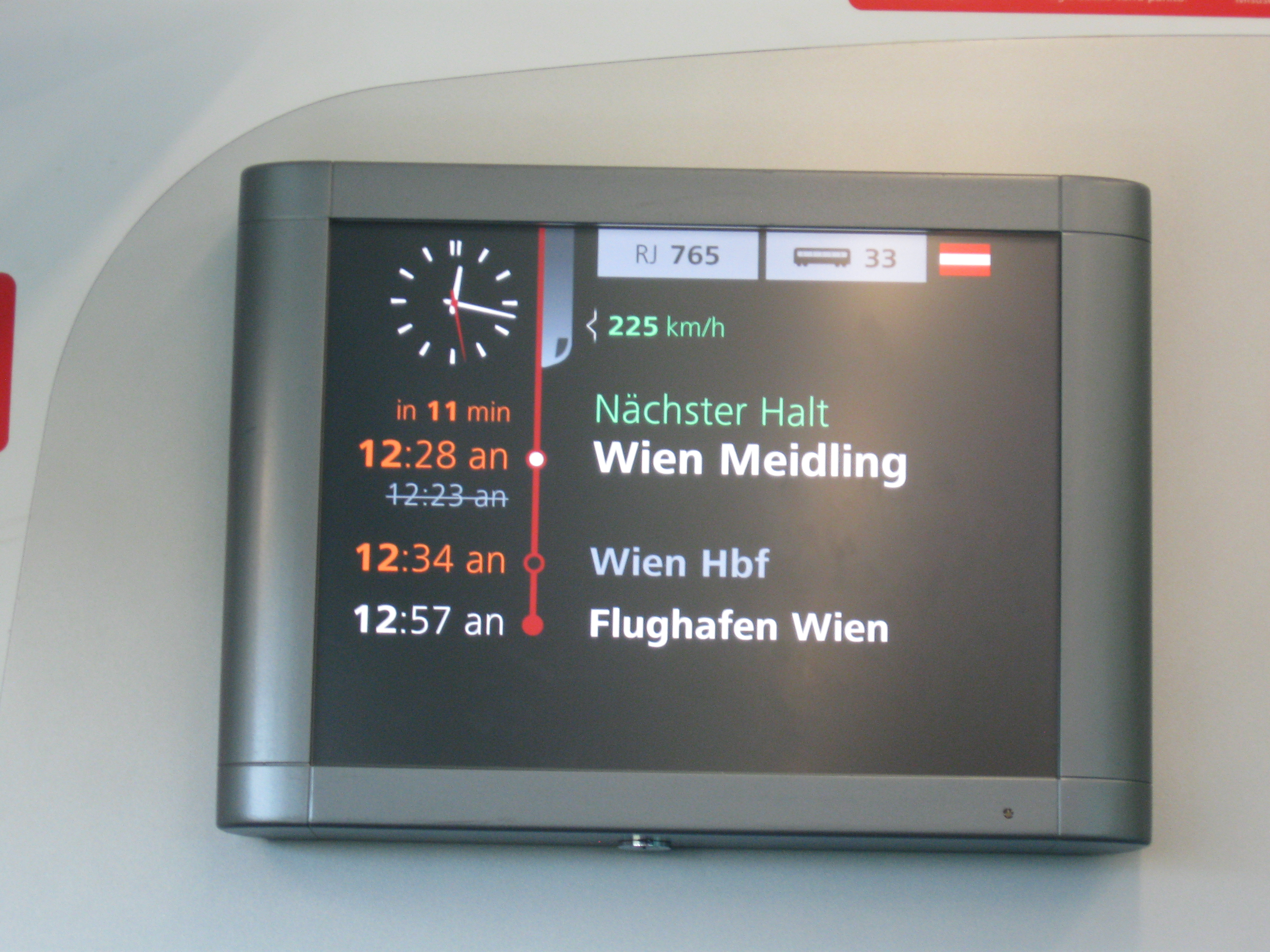
System informacji pasażerskiej

## Eksploatacja

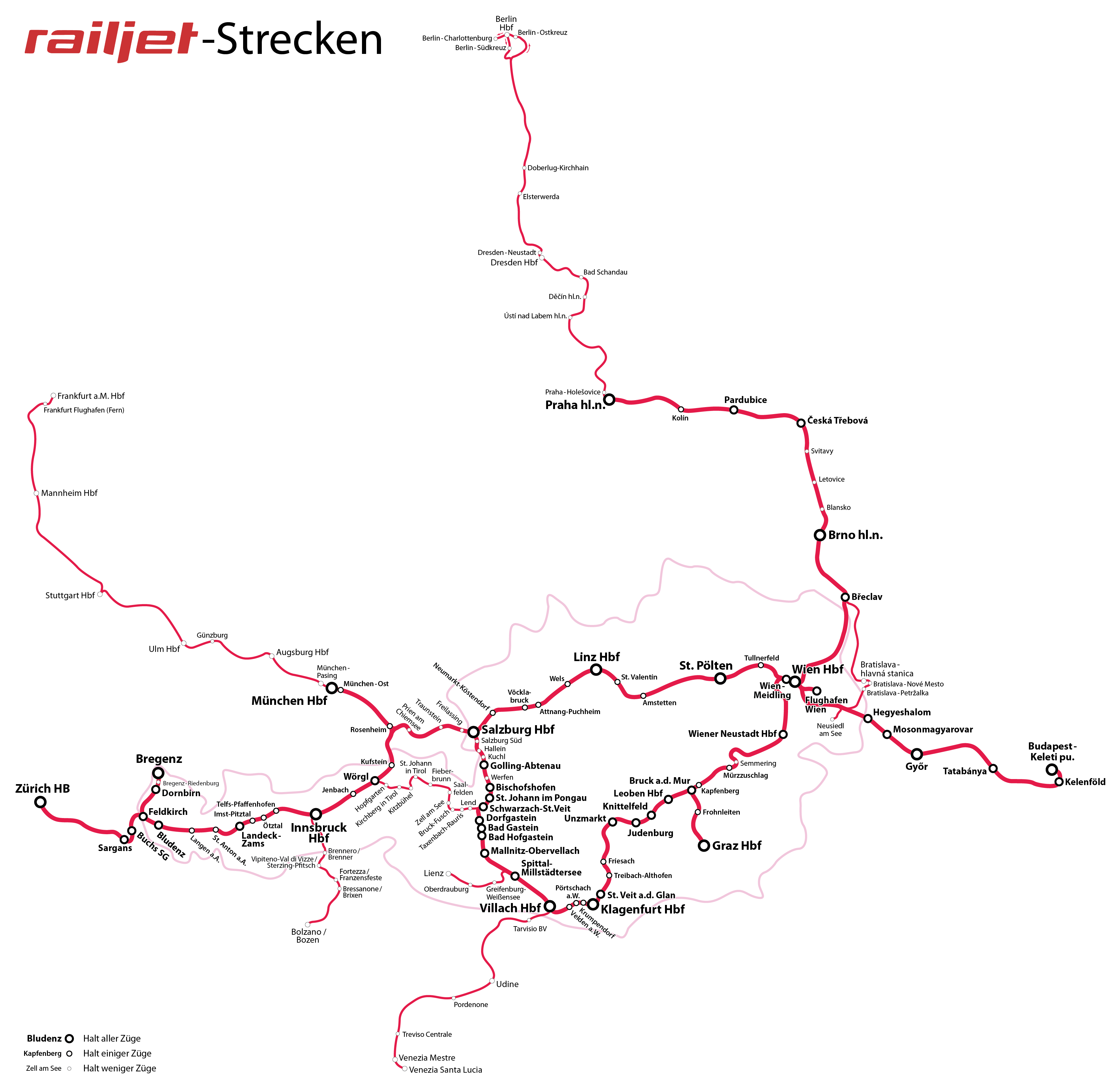
Schemat połączeń Railjet

Pociągi Railjet są eksploatowane na głównych trasach na terenie Austrii oraz na trasach międzynarodowych do państw ościennych: Czech, Niemiec, Szwajcarii, Węgier, a od grudnia 2017 planowane jest uruchomienie połączeń do Wenecji.
Trasy obsługiwane pociągami Railjet:
- (Wiesbaden – Frankfurt – Mannheim – Stuttgart – Ulm – Augsburg –) Monachium – Salzburg – Linz – St. Pölten – Wiedeń – Budapeszt
- (Flughafen Wien –) Wiedeń – St. Pölten – Linz – Salzburg – Rosenheim – Innsbruck – Zürich/Bregenz
- (Praga/Flughafen Wien –) Wiedeń – Graz – Klagenfurt – Villach (– Lienz/Wenecja)
- Flughafen Wien – Wiedeń – St. Pölten – Linz – Salzburg (– Bischofshofen – Schwarzach St. Veit – Villach – Klagenfurt)

## Galeria

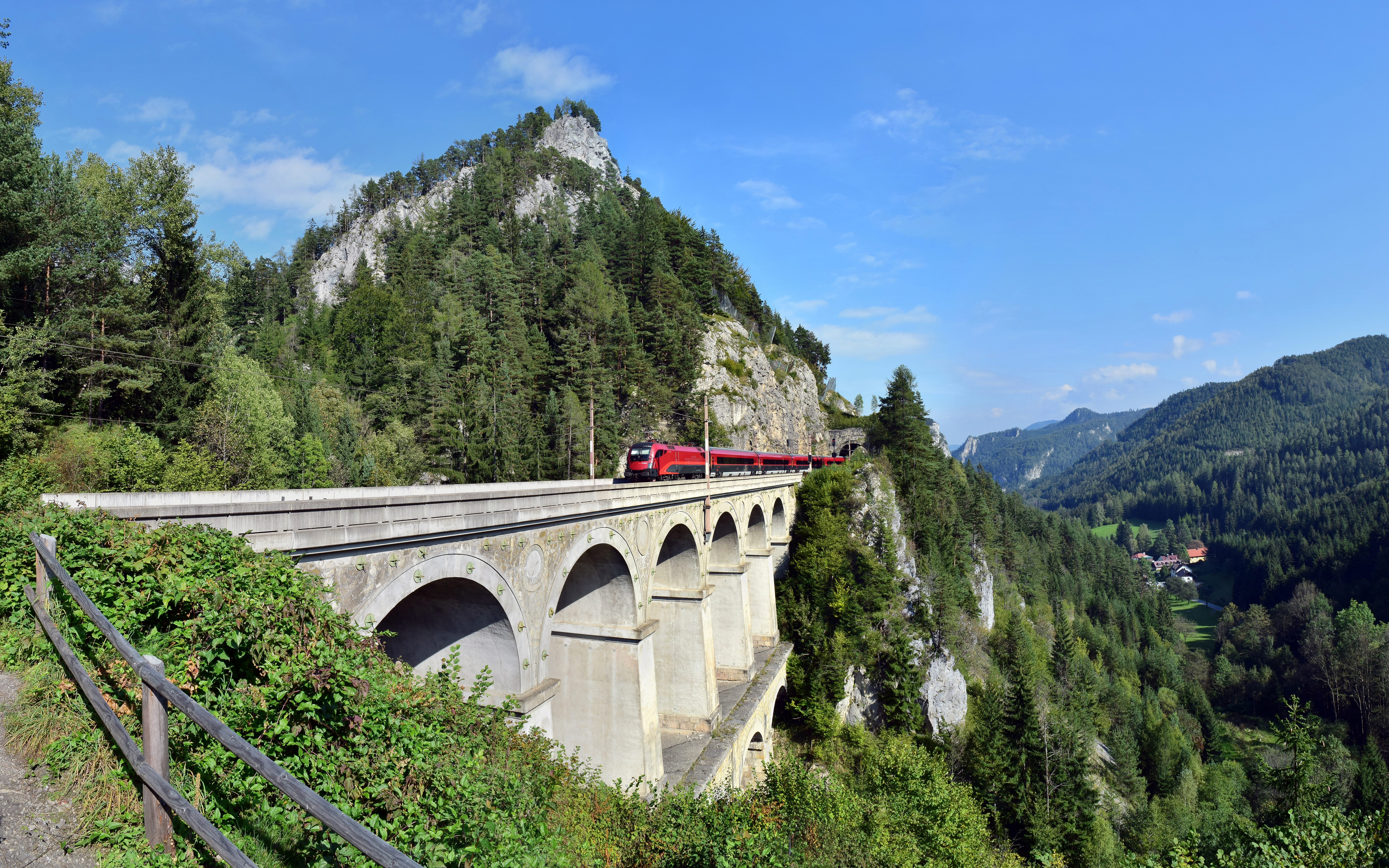
Railjet na trasie Semmeringbahn
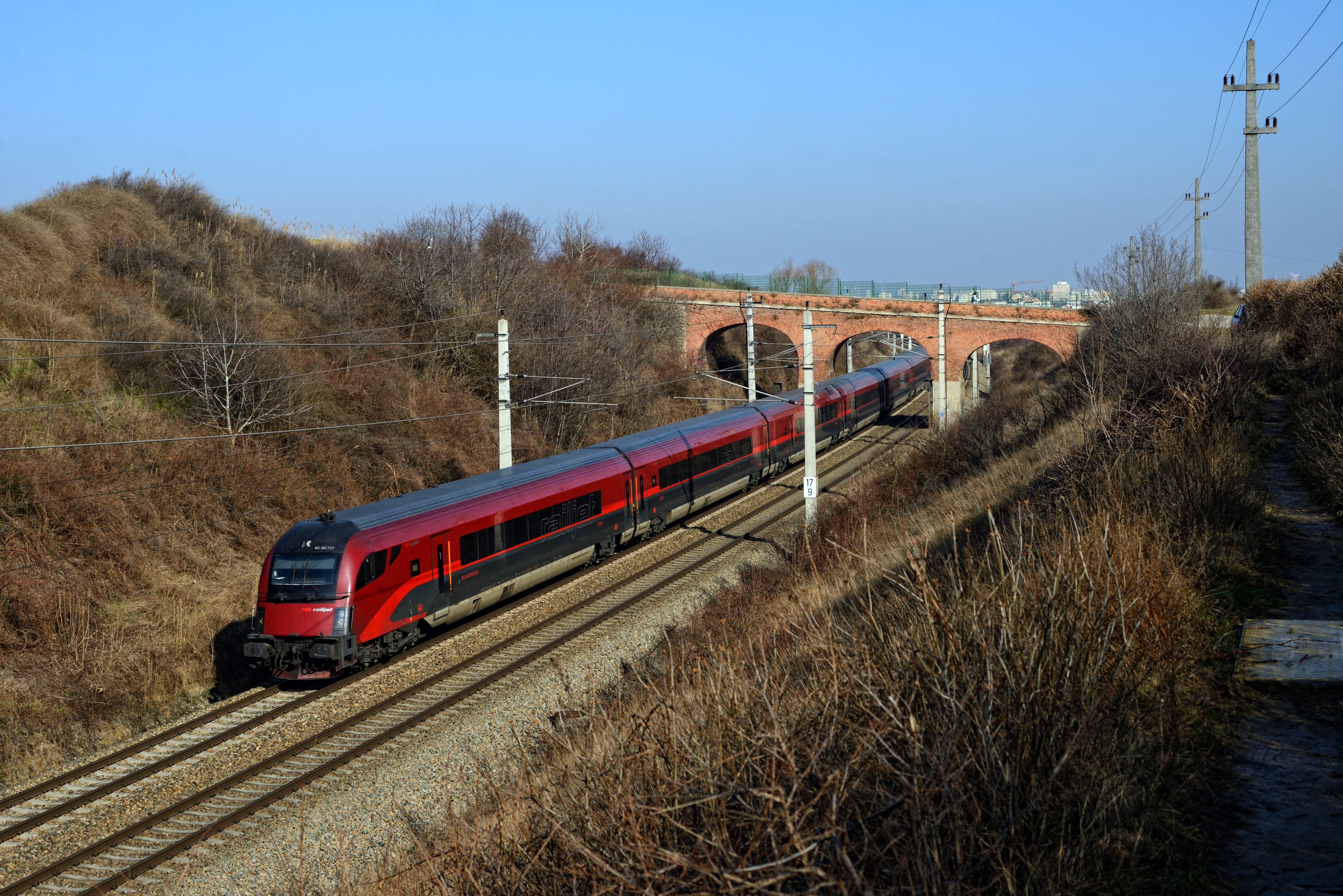
Railjet w okolicach Guntramsdorf
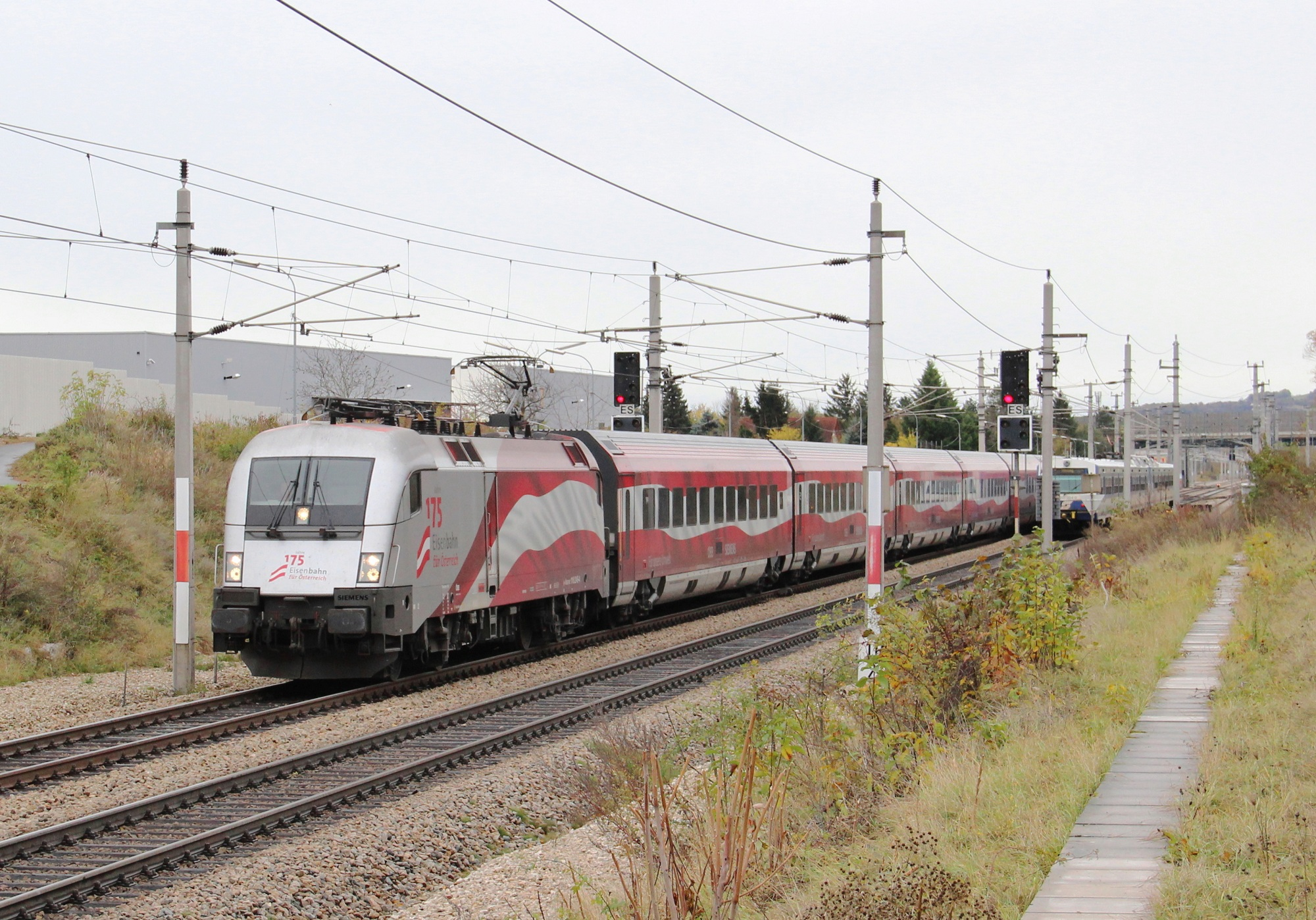
Railjet w malowaniu na 175-lecie kolei w Austrii
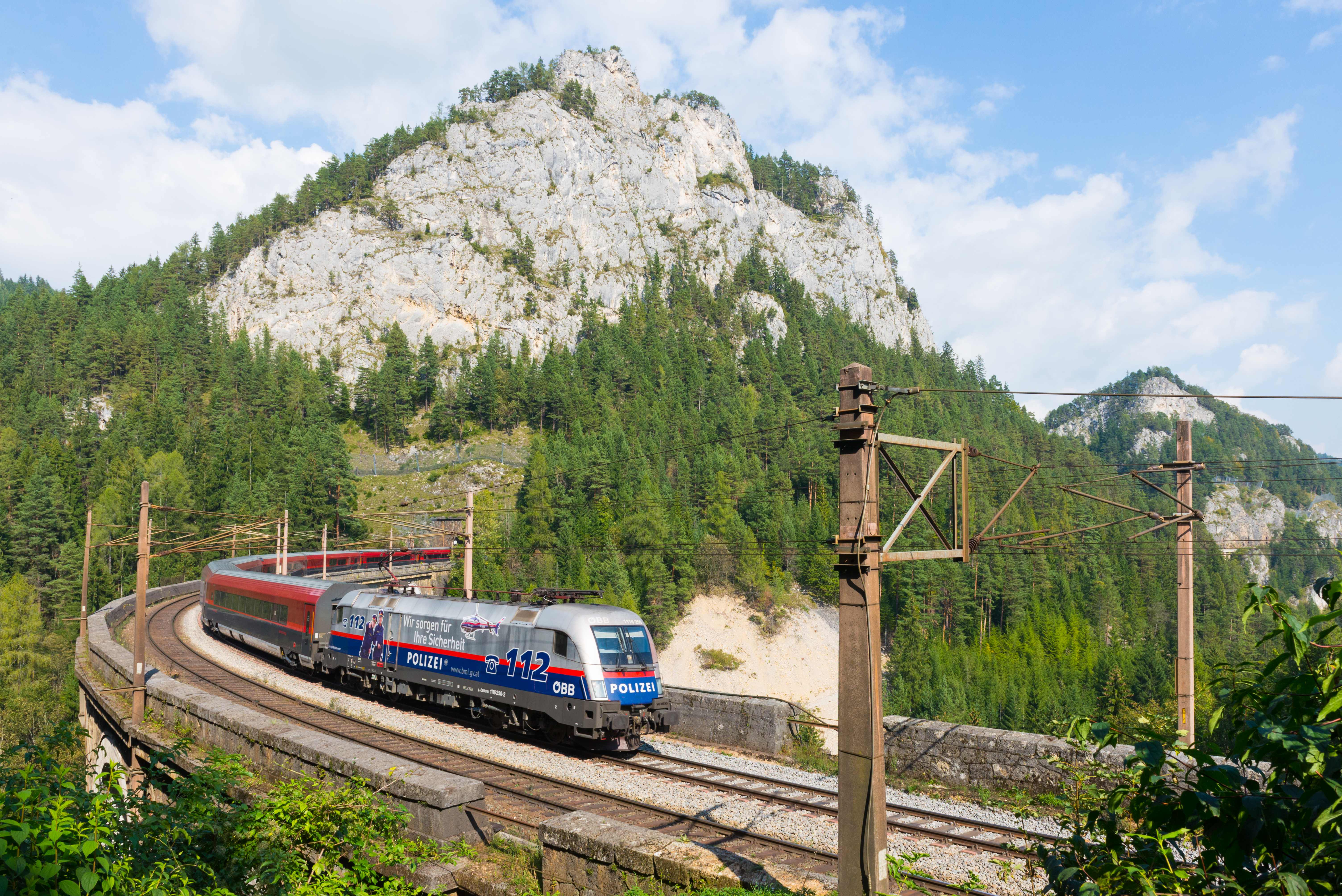
Pociąg Railjet z lokomotywą w „policyjnym” malowaniu
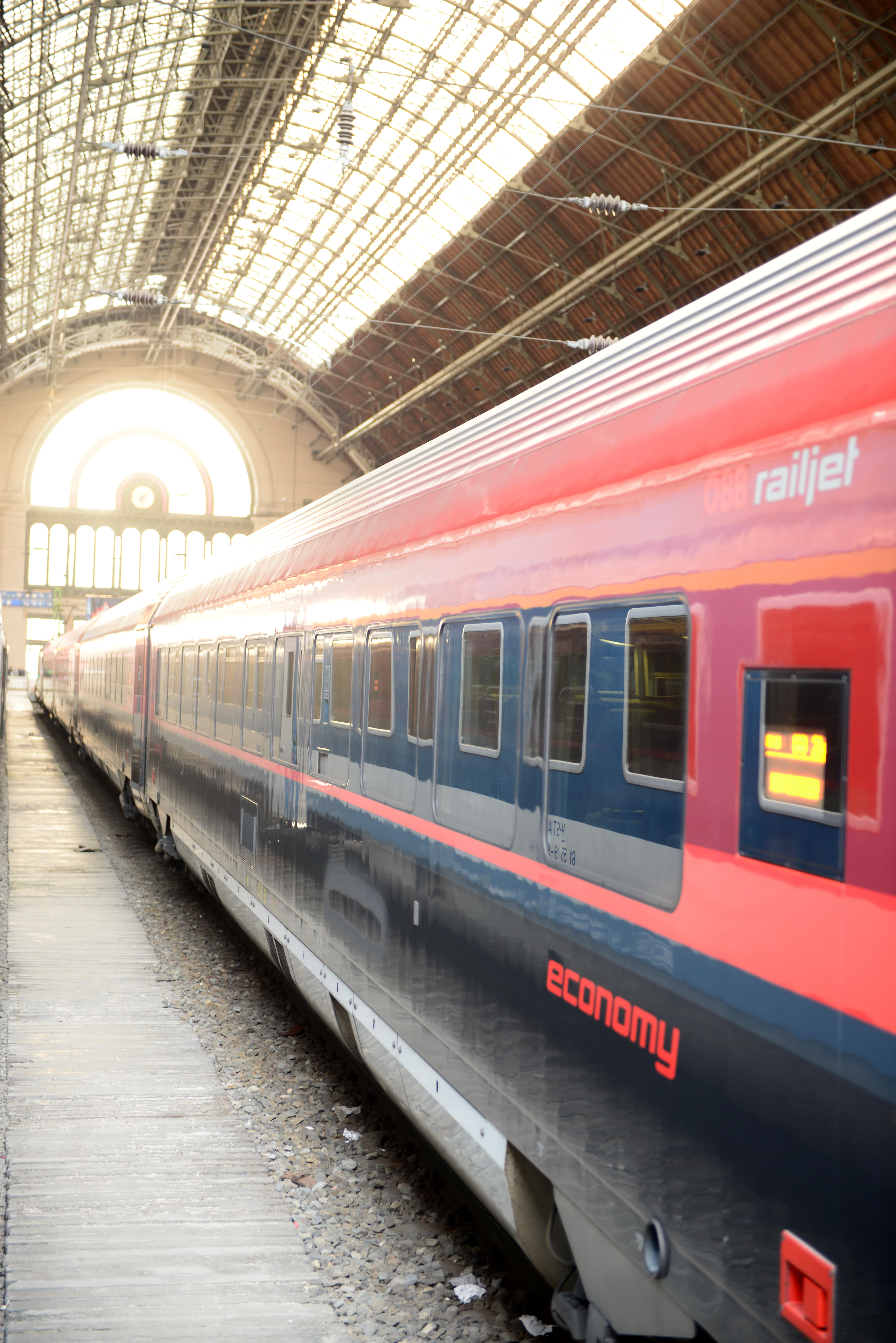
Railjet na dworcu Budapest Keleti
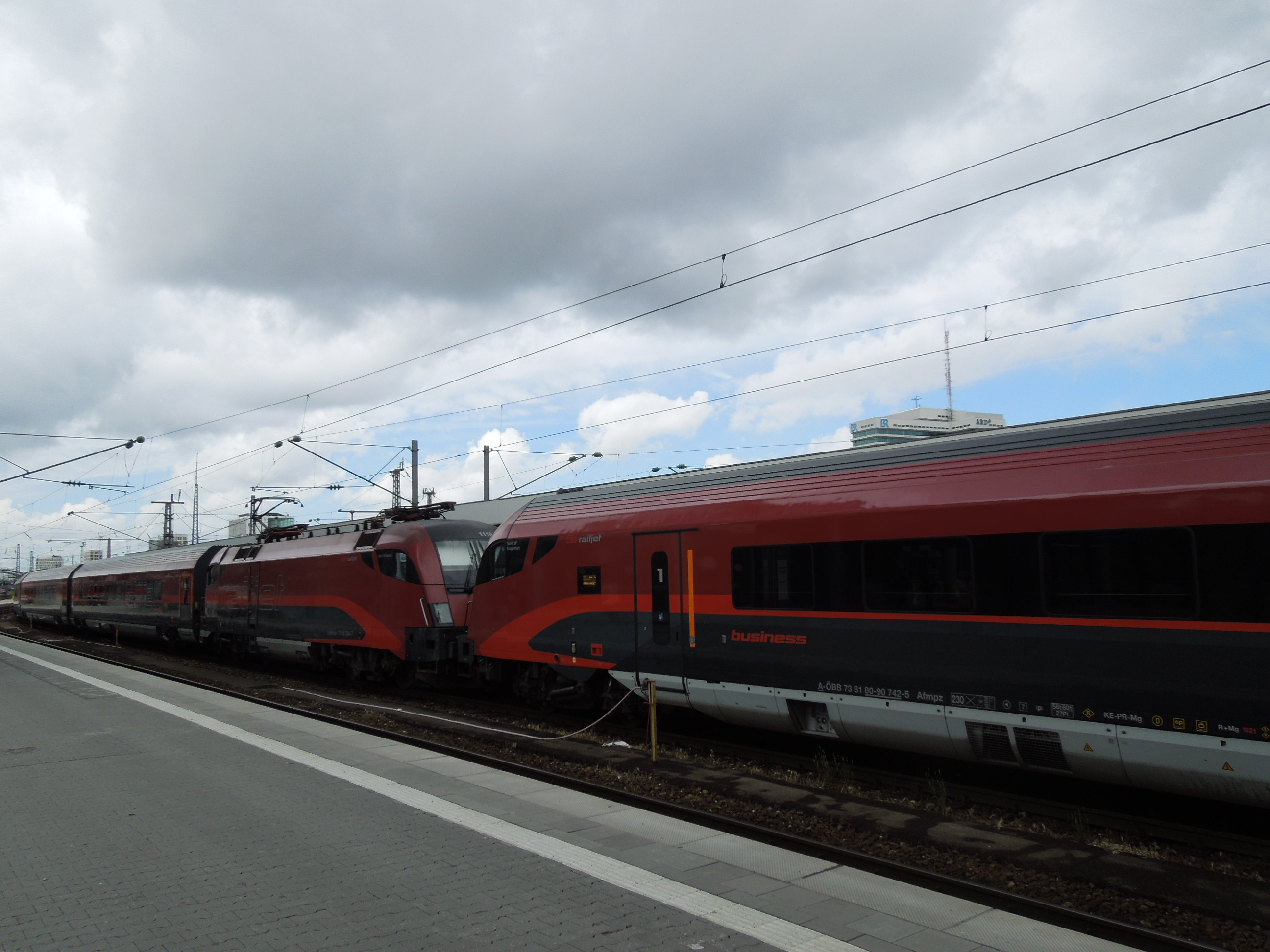
Dwa składy złączone na München Hauptbahnhof
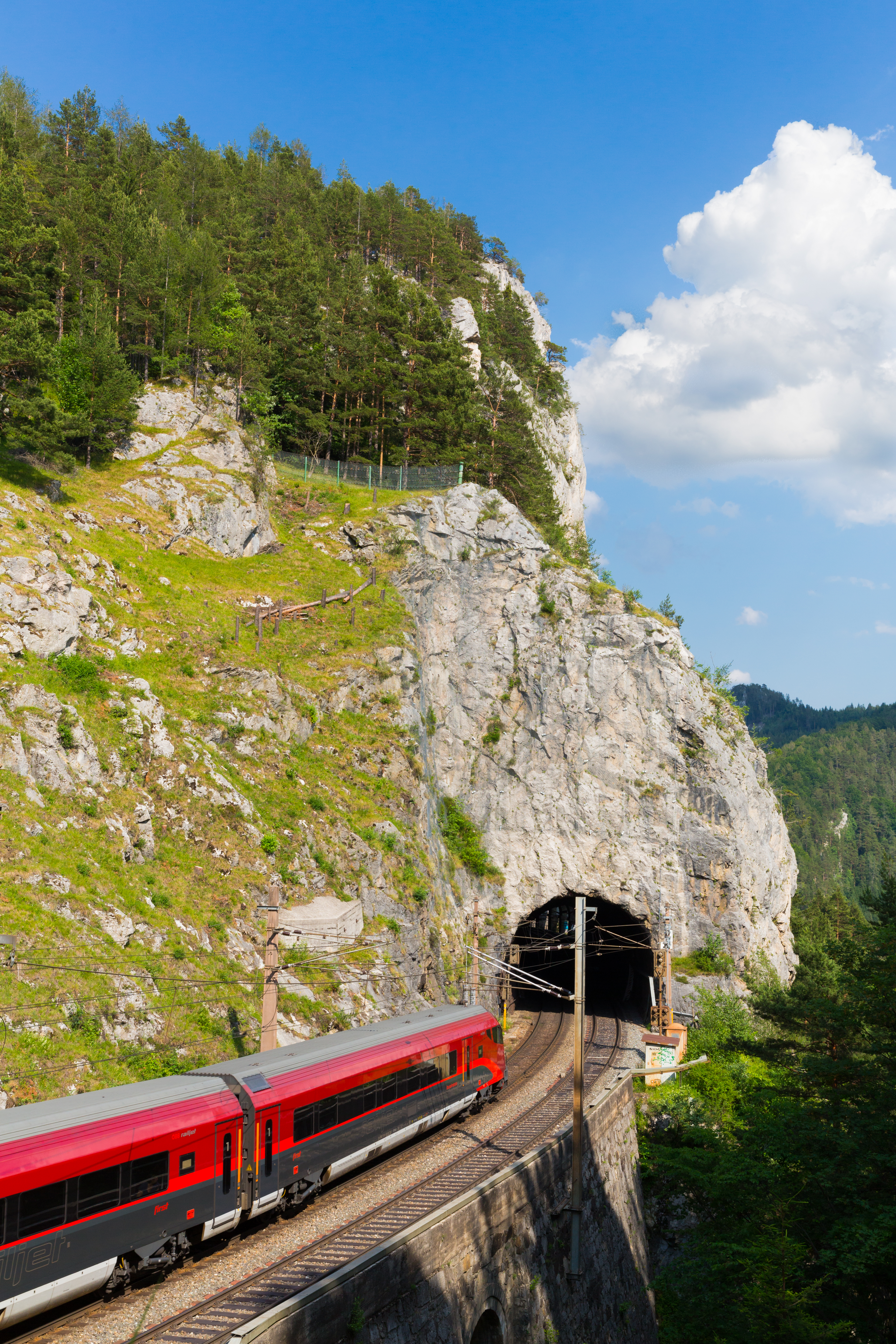
Railjet przed wlotem do tuneu Weinzettelwandtunnel
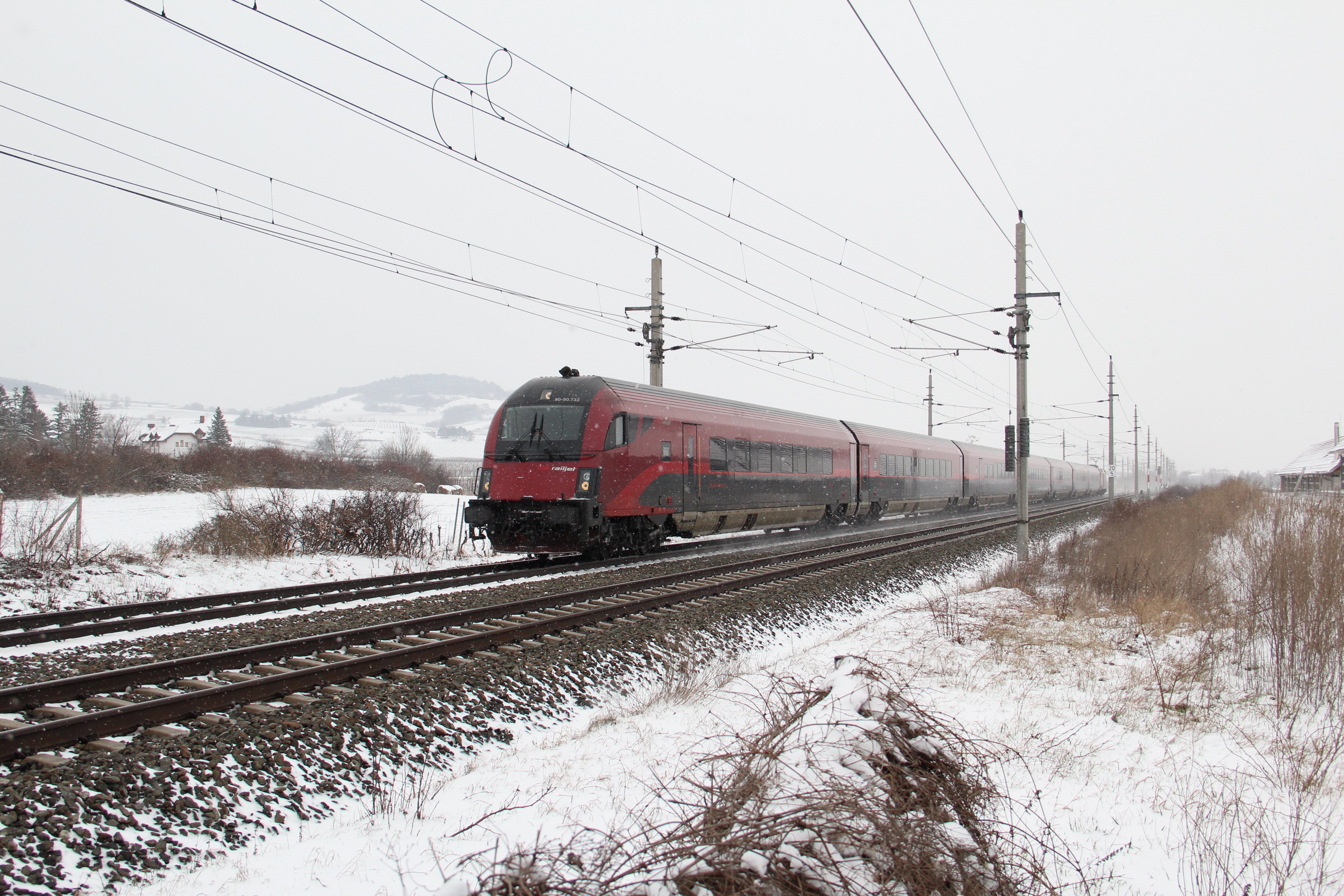
Railjet w okolicach Gumpoldskirchen
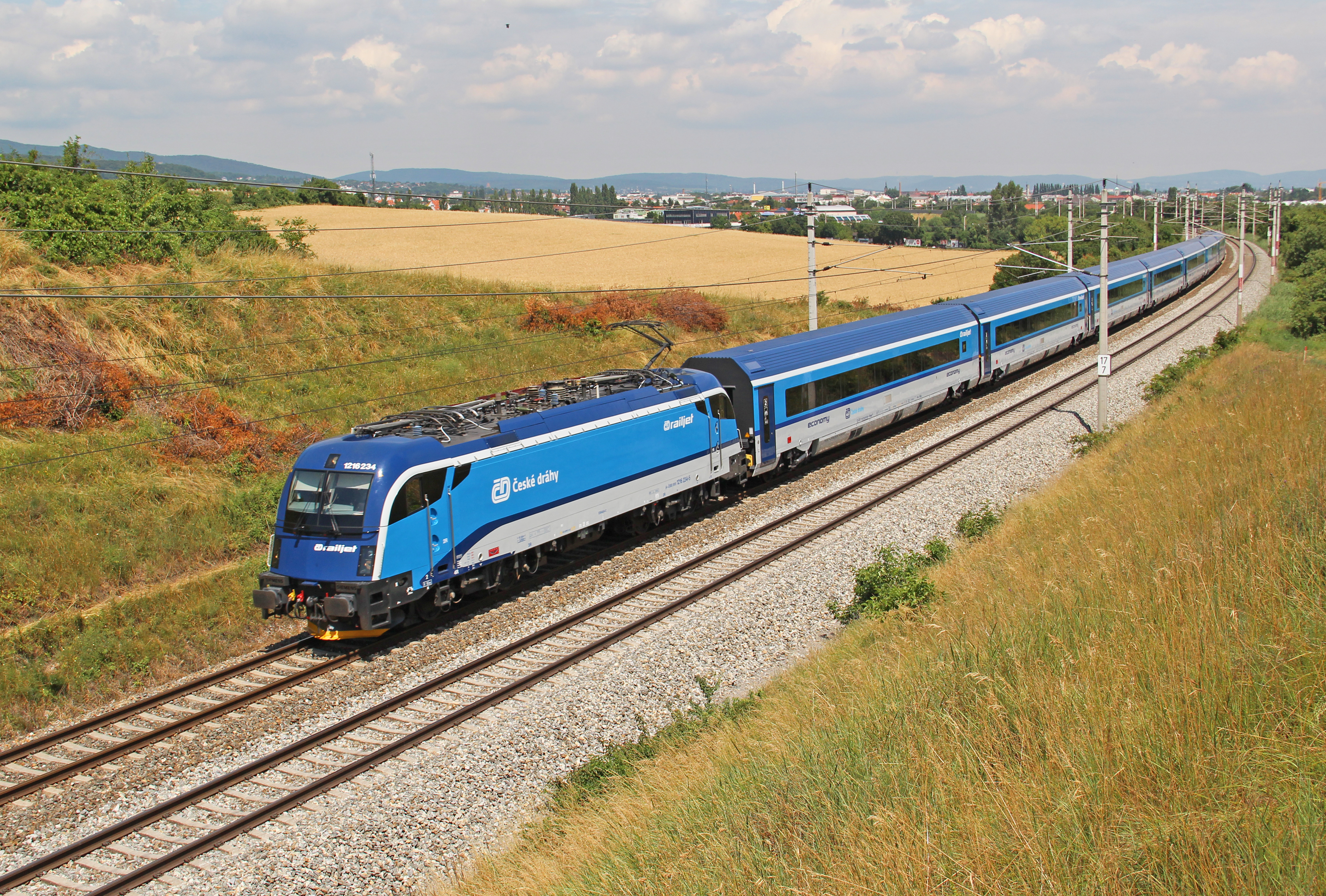
Czeski skład na trasie do Wiednia
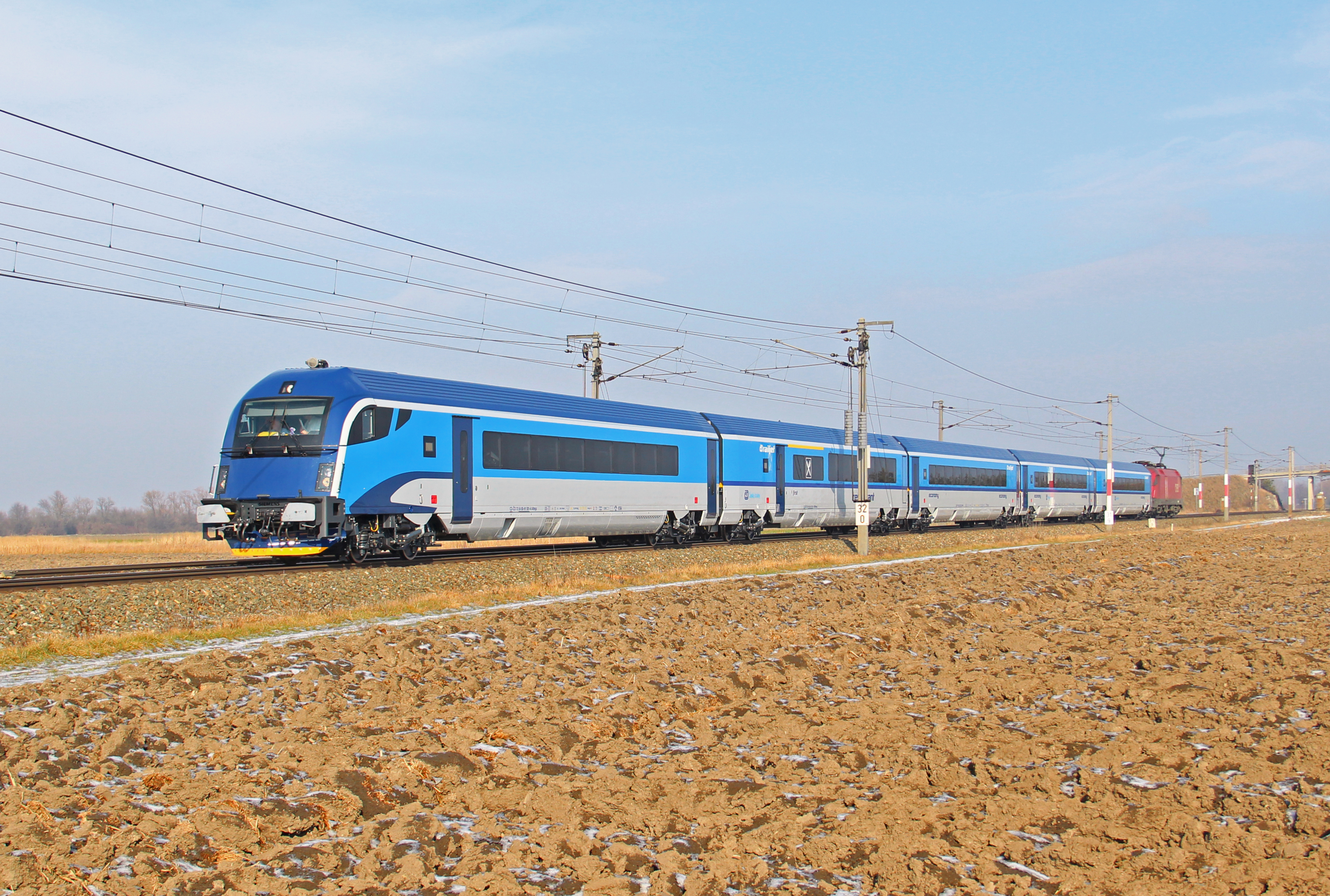
Jazda próbna Railjeta w czeskim malowaniu